# Degeneración (matemáticas)

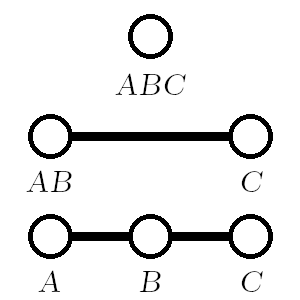
Tipos de triángulos degenerados

En matemáticas, un caso degenerado es un caso límite en el cual una clase de objeto cambia su naturaleza para aproximarse mucho a un objeto de otra clase, normalmente, más simple.
Un caso degenerado, por tanto, tiene unas características especiales, que se apartan de las propiedades genéricas de la categoría más amplia y que, bajo una pequeña perturbación, podrían perderse.
- Un punto es un círculo degenerado, en el que el radio tiende a cero.
- Un círculo es la forma degenerada de una elipse en la que la excentricidad tiende a cero.
- Una recta es una forma degenerada de una parábola, si la parábola está contenida en un plano tangente.
- Un segmento es una forma degenerada de un rectángulo si este tiene uno de los lados de longitud cero.
- Una hipérbola puede degenerar en dos rectas secantes en un punto, a través de una familia de hipérbolas que tienen rectas en común, las asíntotas.
- Un conjunto que contiene un punto síngular es un continuo degenerado. Por ejemplo {(x,y)/ xy = 1}.
- Una variable aleatoria que puede tomar un solo valor tiene una distribución degenerada.
- Una esfera es un toro canónico degenerado, donde el eje de revolución pasa por el centro del círculo generador y no fuera de él.
- Un triángulo degenerado tiene sus vértices colineales o coincidentes.
- Una recta es una forma degenerada de una elipse, cuando sus focos se alejan sin límite del centro.
- Análogamente los ceros de un polinomio se llaman degenerados si ellos coinciden, mientras generalmente que los ceros de un polinomio de grado n son diferentes.
- Un valor propio degenerado(cuando el polinomio característico tiene una raíz múltiple) es aquel que tiene más que un vector linealmente independiente.
- En mecánica cuántica cualquier caso de multiplicidad de los valores propios de los operadores hamiltonianos ocasiona niveles degenerados de energía. Normalmente, cualquier degeneración indica alguna yacente simetría en el sistema.